# 第1回全米映画俳優組合賞
1st SAG Awards

1995年2月25日
キャスト賞 - ドラマシリーズ:

NYPDブルー
キャスト賞 - コメディシリーズ:

となりのサインフェルド
第1回全米映画俳優組合賞は、1995年2月25日に発表された。

## 候補者及び受賞者一覧

### 映画

#### 主演男優賞
- トム・ハンクス - 『フォレスト・ガンプ/一期一会』 - フォレスト・ガンプ役
  - モーガン・フリーマン - 『ショーシャンクの空に』 - エリス・ボイド・"レッド"・レディング役
  - ポール・ニューマン - 『ノーバディーズ・フール』 - シュリー・サリヴァン役
  - ティム・ロビンス - 『ショーシャンクの空に』 - アンディ・デュフレーン役
  - ジョン・トラボルタ - 『パルプ・フィクション』 - ビンセント・ベガ役

#### 主演女優賞
- ジョディ・フォスター - 『ネル』 - ネル・ケルティ役
  - ジェシカ・ラング - 『ブルースカイ』 - カーリー・マーシャル役
  - メグ・ライアン - 『男が女を愛する時』 - アリス・グリーン役
  - スーザン・サランドン - 『依頼人』 - レジーナ・"レジー"・ラブ
  - メリル・ストリープ - 『激流』 - ゲイル役

#### 助演男優賞
- マーティン・ランドー - 『エド・ウッド』 - ベラ・ルゴシ役
  - サミュエル・L・ジャクソン - 『パルプ・フィクション』 - ジュールス・ウィンフィールド役
  - チャズ・パルミンテリ - 『ブロードウェイと銃弾』 - チーチ役
  - ゲイリー・シニーズ - 『フォレスト・ガンプ/一期一会』 - ダン・テイラー役
  - ジョン・タトゥーロ - 『クイズ・ショウ』 - ハービー・ステンペル役

#### 助演女優賞
- ダイアン・ウィースト - 『ブロードウェイと銃弾』 - ヘレン・シンクレア役
  - ジェイミー・リー・カーティス - 『トゥルーライズ』 - ヘレン・タスカー役
  - サリー・フィールド - 『フォレスト・ガンプ/一期一会』 - ミセス・ガンプ役
  - ユマ・サーマン - 『パルプ・フィクション』 - ミア・ウォレス役
  - ロビン・ライト - 『フォレスト・ガンプ/一期一会』 - ジェニー・カラン＝ガンプ役

### テレビ

#### 男優賞（テレビ映画・ミニシリーズ）
- ラウル・ジュリア - 『バーニング・シーズン』 - フランシスコ・メンデス役
  - ジェームズ・ガーナー - The Rockford Files: I Still Love L.A. - ジム・ロックフォード役
  - ジョン・マルコヴィッチ - 『真・地獄の黙示録』 - カーツ役
  - ゲイリー・シニーズ - 『ザ・スタンド』 - ステュ・レッドマン役
  - フォレスト・ウィテカー - 『アメリカが沈むとき』 - マッケンジー・"マック"・ケイシー

#### 女優賞（テレビ映画・ミニシリーズ）
- ジョアン・ウッドワード - 『一日の旅路』 - マギー・モーガン役
  - キャサリン・ヘプバーン - One Christmas - コーネリア・ボーモント
  - ダイアン・キートン - 『ラストフライト』 - アメリア・イアハート役
  - シシー・スペイセク - 『アニーは愛された』 - スーザン・ランシング役
  - シシリー・タイソン - 『南部の風・南軍兵士の妻が語る100年の物語』 - キャスタリア役

#### 男優賞（ドラマシリーズ）
- デニス・フランツ - 『NYPDブルー』 - アンディ・シポウィッツ刑事役
  - ヘクター・エリゾンド - 『シカゴ・ホープ』 - フィリップ・ウォッターズ医師役
  - マンディ・パティンキン - 『シカゴ・ホープ』 - ジェフリー・ガイガー医師役
  - トム・スケリット - 『ピケット・フェンス』 - ジミー・ブロック役
  - パトリック・スチュワート - 『新スタートレック』 - ジャン＝リュック・ピカード役

#### 女優賞（ドラマシリーズ）
- キャシー・ベイカー - 『ピケット・フェンス』 - ジル・ブロック役
  - スウージー・カーツ - Sisters - アレクサンドラ・"アレックス"・リード・ハスレイ・ベイカー役
  - アンジェラ・ランズベリー - 『ジェシカおばさんの事件簿』 - ジェシカ・フレッチャー役
  - ジェーン・シーモア - 『ドクタークイン 大西部の女医物語』 - ミケーラ・"マイク"・クイン役
  - シシリー・タイソン - Sweet Justice - キャリー・グレイス・バトル役

#### 男優賞（コメディシリーズ）
- ジェイソン・アレクサンダー - 『となりのサインフェルド』  - ジョージ・コスタンザ役
  - ジョン・グッドマン - Roseanne - ダン・コナー役
  - ケルシー・グラマー - 『そりゃないぜ!? フレイジャー』 - フレイジャー・クレイン役
  - デヴィッド・ハイド・ピアース - 『そりゃないぜ!? フレイジャー』 - コズモ・クレイマー役
  - ポール・ライザー - 『あなたにムチュー』 - ポール・バックマン役

#### 女優賞（コメディシリーズ）
- ヘレン・ハント - 『あなたにムチュー』 - ジェイミー・バックマン役
  - キャンディス・バーゲン - 『TVキャスター マーフィー・ブラウン』 - マーフィー・ブラウン役
  - エレン・デジェネレス - Ellen - エレン・モーガン役
  - ジュリア・ルイス＝ドレイファス - 『となりのサインフェルド』 - エレイン・ベネス役
  - ロザンヌ・バー - Roseanne - ロザンヌ・コナー

#### アンサンブル賞（ドラマシリーズ）
- 『NYPDブルー』
エイミー・ブレネマン、デヴィッド・カルーソ、ゴードン・クラップ、デニス・フランツ、ヴィンセント・グァスタフェッロ、シャロン・ローレンス、ジェームズ・マクダニエル、ゲイル・オグレイディ、ニコラス・ターチュロ
  - 『シカゴ・ホープ』
  - 『ER緊急救命室』
  - 『ロー&オーダー』
  - 『ピケット・フェンス』

#### アンサンブル賞（コメディシリーズ）
- 『となりのサインフェルド』
ジェイソン・アレクサンダー、ジュリア・ルイス＝ドレイファス、マイケル・リチャーズ、ジェリー・サインフェルド
  - 『そりゃないぜ!? フレイジャー』
  - 『あなたにムチュー』
  - 『TVキャスター マーフィー・ブラウン』
  - 『たどりつけばアラスカ』

### 生涯功労賞
- ジョージ・バーンズ